# Исмаил аль-Джаухари
Абу́ Наср Исма‘и́ль ибн Хамма́д аль-Джаухари́ (араб. إسماعيل بن حماد الجوهري‎; 940 или 933, Отрар — 1002, 1008 или 1010, Нишапур) — лексикограф арабского языка, автор словаря «Тадж аль-луга ва сихах аль-арабия» (сокр. «ас-Сихах»).

## Биография
Родился около 940 года в городе Фараб (Отрар) в Туркестане (совр. южный Казахстан). Он был тюркского происхождения.
Изучал арабский язык сначала в Багдаде, а затем среди арабов Хиджаза. Затем он поселился в северном Хорасане (Дамган, а затем Нишапур). Разбился в Нишапуре при попытке взлететь с крыши мечети, возможно, вдохновлённый более ранним полётом Аббаса ибн Фирнаса.

## Сихах
Наиболее значительной его работой является толковый словарь арабского языка «Тадж аль-луга ва сихах аль-арабия» (Венец речи и правильные [слова] арабского языка), также известный под коротким названием «ас-Сихах фи аль-луга» (араб. الصحاح في اللغة‎ —  Правильные [слова] в языке‎) или «ас-Сихах» (Правильные [слова]). Книга содержит около 40 000 словарных статей, расположенных по алфавитно-гнездовому принципу. Аль-Джаухари написал её когда жил в Нишапуре. Ас-Сихах является одним из главных арабских словарей средневековой эпохи. Кроме того, большая часть этого материала была включена в более поздние арабские словари, составленные другими филологами. Часть ас-Сихаха вошла в огромный труд Ибн Манзура, Лисан аль-араб. На протяжении нескольких столетий арабские филологи писали сокращённые и расширенные варианты этой книги.
Во введении «ас-Сихах» говорил: «…я написал эту книгу — то, что я нашел достоверным из этого языка, положение которого Аллах возвысил и сделал знание самой религии и вселенной связанными с его познанием».
Полные издания книги были опубликованы в Тебризе (1854) и Каире (1865). В 1729 году статьи из его словаря легли в основу Арабско-турецкого словаря, который был первой книгой напечатанной с помощью печатного станка на Ибрахима Мутеферрика. Рукописные копии книги находятся в книгохранилищах Берлина, Булака, Каира, Калькутты, Лейдена, Махачкалы, Парижа, Санкт-Петербурга, Стамбула, Ташкента, Тебриза и Эскуриала.